# Євген Берест
Євген (Ежен) Бере́ст (фр. Eugène Bérest; 2 грудня 1922 — 13 травня 1994) — французький політик, мер міста Бреста (1973—1977), депутат парламенту (1978—1981).

## Біографія
Євген Берест народився 2 грудня 1922 року в Сен-Поль-де-Леоні, батько був директором сільськогосподарського кооперативу. Навчався в Коледжі де Сен-Поль-де-Леон, ліцеї Генріха IV в Парижі. Після навчання в Сорбонні, став доцентом з мови та літератури. Спочатку був вчитель в середній школі в Бресті (1946—1948), працював в університетах Братислави та Буенос-Айросу (1948—1953).
Повернувся до Франції, 1956 року брав участь в парламентських виборах, очолив список, отримавши 2,1 %. Став заступником мера Бреста у 1965 році.
У червні 1968 року прав участь у парламентських виборах по округу, набрав 9,8 % голосів. 1971 року обраний до муніципальної ради міста Брест, де обіймав посаду першого заступника з економічних питань.
1973 року змінив на посту мера центриста Джорджа Ломбарда. У листопаді 1973 року він був кандидатом Союзу за демократію на парламентських виборах у другому районі Finistère, програв голлісту (UDR) Мішелю Беннетоту. Був мером до березня 1977 року, не був переобраний на чергових виборах.
1978 року був обраний від району Finistère в Національний парламент, перебував у фракції UDF. В травні 1981 року зазнав поразки від представника Соціалістичної партії Йожефа Гоурмелона, після обрання президентом Франсуа Міттерана.
Помер 13 травня 1994 року в Бресті.

## Liens externes
- Fiche biographique [Архівовано 3 березня 2016 у Wayback Machine.]

1. ↑  Chervel A. Les agrégés de l'enseignement secondaire. Répertoire 1809-1960